# Musculus flexor digitorum superficialis
Der Musculus flexor digitorum superficialis (lat. für „oberflächlicher Fingerbeuger“) oder Musculus flexor digitorum sublimis ist ein Skelettmuskel und stellt die mittlere Schicht der Beuger am Unterarm dar. Er teilt sich in vier Sehnen auf, die durch den Karpaltunnel ziehen. Sie teilen sich noch einmal kurz vor ihren Ansätzen in zwei Zügel auf. Die Sehnen des Musculus flexor digitorum profundus verlaufen durch die entstandenen Lücken.
Der Muskel besitzt beim Menschen zwei Muskelköpfe:
- Caput humeroulnare (Oberarmknochen-Ellen-Kopf)
- Caput radiale (Speichenkopf)

## Funktion
Der Musculus flexor digitorum superficialis beugt den Ellenbogen, die Hand im Handgelenk und den 2. bis 5. Finger bis zum mittleren Glied.